# Njallajauratj (Arjeplogs socken, Lappland)
Njallajauratj är en sjö i Arjeplogs kommun i Lappland och ingår i Skellefteälvens huvudavrinningsområde. Njallajauratj ligger i Hornavan-Sädvajaure fjällurskog Natura 2000-område.